# Grumman F6F Hellcat
Grumman F6F Hellcat (Vražja mačka) je bil ameriški palubni lovec druge svetovne vojne, nasledil je F4F Wildcata. Hellcat je bil razvit povsem na novo, imel pa je nekaj tehničnih rešitev Wildcata (npr. zvezdasti motor, zgibna krila). Podvozje je bilo širše in izboljšano, uvleklo se je s pomočjo hidravlike nazaj v krilo, podobno kot pri Corsairju, in ne več ročno v trup kot pri Wildcatu. V uporabi je bil, tako kot Corsair, od sredine leta 1943 naprej. V dveh letih so jih izdelali 12.275, med vojno okoli 11.000. Po vojni so ga umaknili iz prvih vrst, do sredine 50. let je služil še kot nočni lovec in letalo za vleko tarč.
Med 2. SV so s Hellcati sestrelili več japonskih letal (>5.000) kot s katerikolim drugim ameriškim lovcem, vključno s Corsairjem in Mustangom. Bil je zelo močno grajen, dokaj hiter, enostaven za gradnjo in vzdrževanje. Od uvedbe leta 1943 je bil Hellcat vse do konca vojne glavno ameriško palubno lovsko letalo. Corsair s preklopnimi krili ni bil najbolj primeren za letalonosilke, saj je imel preveliko pristajalno hitrost in je bil pri pristankih zaradi nepreglednosti lahko nevaren. Hellcat je bil oborožen s šestimi .50" (12,7 mm) strojnicami, poznejše izvedenke so imele vgrajene tudi 20 mm (.787") topove in lanserje za 5" (127 mm) nevodene rakete. Hellcatu so pod fiksni del krila med pristajalno nogo in trupom lahko obesili po eno 454 kg (1,000 lb) bombo.
Prototipu so 14-valjni zvezdasti motor Pratt & Whitney Twin Wasp, po ukazu "z vrha", zamenjali z močnejšim 18-valjnim motorjem Pratt & Whitney Double Wasp z 2.000 KM/1.490 KW. Hellcat je s tem motorjem postal veliko hitrejši od Wildcata in od Zera.  
Hellcat je skupaj s F4U Corsairjem končal prevlado japonskega A6M Zera na Pacifiku. Prekašal ga je skoraj v vsem, razen v okretnosti pri manjših hitrostih in doletu. Hellcat je tudi prenesel veliko večje poškodbe, imel je samolepilne rezervoarje itn. Zero je razpadel že pri manjših zadetkih in se takoj vnel, saj ni imel samolepilnih rezervoarjev, nobenega oklepa itn. 
Nasledil ga je Grumman F8F Bearcat, ki je bil še boljši, a ni posegel v boje v 2. SV. F8F je bil tudi zadnji Grummanov propelerski lovec. 
S Hellcati so leteli mnogi mornariški asi, bilo jih je kar 305. Med njimi je bil s 34 zmagami najboljši David McCampbell (MoH).